# Köbler-arrest
Het arrest Köbler/Oostenrijk, of kortweg Köbler-arrest, is een uitspraak van het Europees Hof van Justitie van 30 september 2003 (zaak C-224/01), inzake staatsaansprakelijkheid krachtens gemeenschapsrecht voor fouten van een nationale rechter in laatste aanleg.

## Casus
'Gerhard Köbler is sinds 1 maart 1986 gewoon hoogleraar aan de universiteit van Innsbruck. Dit is een publiekrechtelijke dienstverhouding. Hij is ingeschaald op salaristrap 10 met de gebruikelijke anciënniteitstoelage. Per 1 maart 1996 heeft hij dus 10 jaar anciënniteit opgebouwd. Vijf dienstjaren als hoogleraar aan universiteiten in andere lidstaten worden niet meegeteld. Intussen is Oostenrijk tot de EG toegetreden. Bij brief van 28 februari verzoekt Köbler om zijn anciënniteit vast te stellen op 15 dienstjaren en de anciënniteitstoelage dienovereenkomstig vast te stellen. In dat geval zou hij in aanmerking komen voor een bijzondere anciënniteitstoelage.

6. (...) Naar zijn mening levert het vereiste van vijftien jaar anciënniteit aan uitsluitend Oostenrijkse universiteiten, zonder dat rekening wordt gehouden met de diensttijd aan universiteiten van andere lidstaten, sinds de toetreding van Oostenrijk tot (...) de Europese Unie een naar Europees recht ongerechtvaardigde indirecte discriminatie op.

## Procesverloop
7. In het geding naar aanleiding van deze aanspraak van Köbler heeft het Verwaltungsgerichtshof (Oostenrijk) bij beschikking van 22 oktober 1997 bij het Hof een verzoek om een prejudiciële beslissing ingediend, dat onder nummer C-382/97 ter griffie van het Hof is ingeschreven. (...)
10. Bij beschikking van 24 juni 1998 heeft het Verwaltungsgerichtshof zijn prejudiciële verzoek ingetrokken en bij arrest van diezelfde dag heeft het Köblers beroep verworpen, met als grond dat de bijzondere anciënniteitstoelage een premie voor trouwe dienst vormt die een afwijking van de bepalingen inzake het vrije verkeer van werknemers objectief rechtvaardigde. (...)
12. Köbler heeft bij de verwijzende rechter een schadevorderingsactie tegen de Republiek Oostenrijk ingesteld met het oog op vergoeding van de schade die hij stelt te hebben geleden doordat hem geen bijzondere anciënniteitstoelage is betaald. Volgens hem is het arrest van het Verwaltungsgerichtshof van 24 juni 1998 in strijd met rechtstreeks toepasselijke bepalingen van gemeenschapsrecht, zoals uitgelegd door het Hof in zijn arresten waarin het heeft verklaard dat een bijzondere anciënniteitstoelage geen premie voor trouwe dienst vormt.

In dit geding heeft het Landesgericht für Zivilrechtssachen (de burgerlijke rechter) te Wenen het Hof verzocht om een prejudiciële beslissing.

## Rechtsvragen
- (Eerste en tweede vraag.) Staatsaansprakelijkheid voor een uitspraak van een nationale rechter in laatste aanleg die in strijd is met het gemeenschapsrecht? (Ja.)
- (Derde vraag.) Was de rechterlijke uitspraak van 24 juni 1998 in strijd met het gemeenschapsrecht? (Ja.)
- (Vierde en vijfde vraag.) Betreft dit een voldoende gekwalificeerde schending van gemeenschapsrecht? (Neen.)

## Uitspraak Hof
De rechterlijke beschikking van 24 juni 1998 was gebaseerd op een onjuiste lezing van het arrest Schöning-Kougebetopoulou.
De professor ontvangt geen schadevergoeding, omdat niet is voldaan aan het vereiste van een voldoende gekwalificeerde schending van gemeenschapsrecht.
De betekenis van het arrest ligt in het beginsel van staatsaansprakelijkheid voor een uitspraak van een nationale rechter in laatste aanleg in strijd met het gemeenschapsrecht.

[dictum] 1. Het beginsel dat een lidstaat verplicht is de schade te vergoeden die particulieren lijden als gevolg van een schending van het gemeenschapsrecht die aan hem kan worden toegerekend, is eveneens van toepassing indien de betrokken schending voortvloeit uit een beslissing van een in laatste aanleg rechtsprekende rechterlijke instantie, voorzover  de geschonden communautaire rechtsregel ertoe strekt particulieren rechten toe te kennen, de schending voldoende gekwalificeerd is en er een rechtstreeks causaal verband bestaat tussen deze schending en de door de betrokkenen geleden schade. Om te bepalen of de schending voldoende gekwalificeerd is, wanneer deze schending uit een dergelijke beslissing voortvloeit, moet de bevoegde nationale rechter, rekening houdend met de specifieke aard van de rechtsprekende functie, onderzoeken of dit een kennelijke schending is. De rechtsorde van iedere lidstaat dient de bevoegde rechter aan te wijzen om geschillen betreffende deze vergoeding te beslechten.

## Betekenis
Dit arrest is een vervolg op de arresten Francovich (1991), Brasserie du Pêcheur (1996) en Dillenkofer (1996). Het beginsel van staatsaansprakelijkheid bij een schending van gemeenschapsrecht door een uitspraak van een nationale rechter kwam reeds aan de orde in het arrest Brasserie du Pêcheur. In het arrest Köbler vormt dit beginsel de essentie van de rechtsvraag.

## Trivia
- Volgens de advocaat-generaal was wél sprake van een gekwalificeerde schending van gemeenschapsrecht.
- Op een schriftelijke vraag heeft minister Donner in de Eerste Kamer geantwoord in het arrest geen aanleiding te zien een wetsvoorstel in te dienen, waarbij voor vorderingen tot staatsaansprakelijkheid wegens vermeend onrechtmatige rechtspraak in een aparte procedure wordt voorzien.[4]